# Foresta
Foresta, nákup a prodej paliva, staviva a hospodářských plodin byla firma, která především obchodovala s palivy, stavebním materiálem a řezivem. Sídlila v Hradci Králové a své sklady měla v Plotištích nad Labem a na Slezském Předměstí.

## Historie
V roce 1927 byla za účasti Všeobecné úvěrní společnosti v Hradci Králové zřízena a zapsána do obchodního rejstříku firma Foresta, jež převzala veškeré obchody zboží, které dosud prováděla Všeobecná úvěrní společnost, která nově soustředila veškerou svoji činnost na peněžní a záloženskou agendu, a zároveň rozšířila obor této působnosti tak, že začala prodávat palivo (uhlí, koks i palivové dříví), stavivo (cement, vápno, lepenka, rákos, drátěnky) a stavební řezivo všeho druhu. Speciální oddělení se zabývalo nákupem a prodejem truhlářského a kolářského řeziva. Zároveň společnost převzala do své správy stávající sklady Všeobecné úvěrní společnosti s vlečnými drahami na Pražském a Slezském Předměstí. Úřadovny však byly v domě Všeobecné úvěrní společnosti v Hradci Králové na Jiříkově třídě čp. 238 proti Grandhotelu (telefon číslo 37, 366 - Plotiště nad Labem a 55 - Slezské Předměstí). Společnost pracovala společně s firmami „Tegula“, továrna pro výrobu vápenopískových cihel, a „Granita“, žulové lomy u Skutče, s. r. o. v Hradci Králové, takže ve stavebním oboru disponovala veškerým potřebným materiálem.
Svoje skladiště se snažila rozšiřovat, např. v Plotištích nad Labem zahájila firma činnost v únoru 1928. Prodávala zde dříví, uhlí a stavební hmoty v místě bývalé firmy Antonín Kotland, sklad uhlí. Při větrné smršti 4. července 1929 byly odneseny zdejší firemní dřevěné stavby a i uhlí bylo rozházené po okolí. Roku 1931 zde společnost přistavěla zděné skladiště, ale již v roce 1934 došlo k zrušení tohoto skladiště. Ještě na okraj je třeba zmínit vloupání do zdejší kanceláře firmy, k němuž došlo v noci na 23. dubna 1932 a byla odcizena pouze příruční pokladna s hotovostí ve výši 87,90 Kč, nepočítaje v to několik drobných krádeží uhlí z areálu firmy.
Roku 1928 se pokoušela zřídit skladiště také v Kuklenách, ale obec neprojevila žádný zájem. Rok 1931 byl ve znamení velké změny. Dr. K. Kavalír se stal jednatelem místo Ing. V. Rejchla ml. Zároveň se projevují dozvuky světové hospodářské krize. Nedlouho po plotišťském bylo zrušeno i skladiště na Slezském Předměstí, takže firma přestala vyvíjet činnost a nejspíše v roce 1935 zanikla. Jisté je jen to, že v roce 1939 nefiguruje v Adresáři Protektorátu Čechy a Morava pro průmysl, živnosti, obchod a zemědělství, což dokazuje, že firma již tou dobou neexistovala.